# Dark Fall
 Dark Fall — британський квест жанру хоррор 2002 року, що вийшов для ПК. Гра була створена однією людиною — Джонатаном Боаксом (Joanathan Boakes) і незалежно випущена у Великій Британії 4 червня 2002 року компанією XXv Productions. У 2003 році гра була перевидана на території Великої Британії, а також видана по всьому світу вже іншою компанією — The Adventure Company, отримавши назву Dark Fall: The Journal. У Росії гра була видана в 2004 році компанією «Акелла»: назва в офіційній локалізації — Обитель темряви.
У 2004 році вийшло продовження гри під назвою Dark Fall II: Lights Out, а в 2009 вийшла третя частина гри — Dark Fall: Lost Souls.

## Сюжет
Сюжет гри крутиться навколо старого готелю поряд із залізничною станцією, який, як виявляється згодом, заселений древньої надприродною силою. Головний герой гри прибуває в цей готель з метою допомогти своєму родичу, що займається архітектурними розробками, і незабаром розуміє що в готелі немає жодної живої душі — будівля оповита таємничими темними силами. Власне саме ці сили і не дали закінчити його братові-архітектору свій проект залізничного комплексу, а крім нього полонили ще незліченна безліч душ в минулому. Таким чином герой, якого темні сили з якоїсь причини не чіпають, приймається за розслідування таємниці готелю і драматичних подій, які відбулися в ньому в 40-х роках XX століттяа.

## Графіка і геймплей
Гра володіє досить низьким максимальним розширенням — 640 на 480. Гравець має обмежену можливість огляду простору в 90 градусів (причому повороти і руху не супроводжуються анімацією — гравець просто «переключається» між точками огляду). Це йому потрібно для огляду приміщень готелю, пошуку необхідних предметів і читання щоденників і записів, які гравець знаходить в номерах готелю. Також по ходу гри героєві належить вирішувати різні головоломки, багато з яких пов'язані з числами, а також з розкриттям різних скриньок, сейфів і т. ін. Присутні й звичайні «квестові» завдання на застосування предметів інвентарю в певному місці.
У грі немає жодного NPC, тобто персонажа, якого гравець міг би зустріти, або з яким міг би поговорити. Часом гравець спілкується з привидами, але не бачить їх людських образів (лише чує голоси)
Система збережень Dark Fall в графічному плані виглядає дуже просто. При збереженні/ завантаженні гри на екрані виникає стандартне Windows — меню для збереження файлів. Сейв являє собою файл у форматі .txt, який при бажанні можна вільно відкрити і відредагувати програмою для читання подібних файлів, наприклад стандартною програмою Windows — Блокнотом".
Гра не має субтитрів.

### Атмосфера
Атмосфера гри, здебільшого, створюється за рахунок прояву різних звуків, які покликані складати атмосферу саспенса. Це звук незрозумілих голосів, звук пристрою, який сканує простір на наявність надприродною і психічної сили і т. д. Важливе значення а створення «страшної» атмосфери гри створює освітлення.